# Chef des Stabes
Ein Chef des Stabes koordiniert die Arbeit in einem militärischen Stab und berät den militärischen Führer (z. B. Kommandeur, Kommandierender General, Befehlshaber). Der Begriff bezeichnet einerseits eine Dienststellung, andererseits einen Dienstposten. 

## Bundeswehr
Der militärische Verband (Bataillon oder vergleichbar) ist die niedrigste militärische Gliederungsebene mit einem Stab. Dort ist kein Dienstposten für einen Chef des Stabes vorhanden. Die Dienststellung bzw. Funktion übernimmt in der Regel der Leiter der Abteilung S 3, die für Ausbildung, Operationsführung und -planung sowie Organisation zuständig ist. Dieser ist meist ein Major oder Oberstleutnant (Besoldungsgruppe A 14).
Auf Ebene der Großverbände Brigade und Division (und jeweils vergleichbar) ist der Chef des Stabes ein eigener Dienstposten, der für Offiziere im Generalstabsdienst (i. G) ausgewiesen ist. In der Brigade ist dies in der Regel ein Dienstposten für Oberstleutnante i. G. (Besoldungsgruppe A 15), in der Division für Oberste i. G. (Besoldungsgruppe B 3). Der Chef des Stabes auf Großverbands-Ebene ist grundsätzlich Disziplinarvorgesetzter mit der Disziplinarbefugnis der Stufe 1 gegenüber den Offizieren des Stabes (im Bataillonsstab ist dies der Bataillonskommandeur). Auf den Ebenen Korps und höher gehört der Chef des Stabes grundsätzlich der Dienstgradgruppe der Generale an.
Auch in militärischen Ämtern kann es den Dienstposten eines Chefs des Stabes geben, z. B. im ehemaligen Heeresamt. Chef des Stabes und Stellvertretender Leiter einer militärischen Dienststelle können in einem Dienstposten vereint sein, wie etwa im Amt für Heeresentwicklung und im Luftwaffentruppenkommando.
Ein Chef des Stabes hat in der Regel einen um zwei Stufen niedrigeren Dienstgrad als der militärische Führer des Großverbandes bzw. Kommandobehörde. In den Führungskommandos der Teilstreitkräfte (Kommando Heer, Kommando Luftwaffe, Marinekommando, Kommando Cyber- und Informationsraum) und des Unterstützungsbereichs (Unterstützungskommando der Bundeswehr) ist der Chef des Stabes als Generalmajor oder vergleichbar einen Dienstgrad unter dem jeweiligen Inspekteur.

## NATO
Der Chef des Stabes des Obersten Hauptquartiers der Alliierten Mächte Europa (SHAPE) hat den höchsten Dienstgrad General (vier Sterne). Für seine Repräsentationszwecke steht ihm eine Dienstwohnung mit ausgestatteten Repräsentationsräumen zur Verfügung. In den beiden unterstellten operativen Kommandos Allied Joint Force Command Brunssum und Allied Joint Force Command Naples ist der Chef des Stabes ein Generalleutnant. In den ebenfalls SHAPE unterstellten taktischen Kommandos Allied Land Command, Allied Air Command und Allied Maritime Command ist der Chef des Stabes ein Generalmajor bzw. Konteradmiral.

## Generalstabschef
Ein Generalstabschef ist Leiter eines Generalstabs, grundsätzlich die höchste militärische Kommandobehörde eines Staates, und oberster Soldat einer Streitkraft. Daher ist er militärischer Führer und kein Chef des Stabes. Ein Generalstab kann jedoch selbst einen Chef des Stabes haben, welcher nicht als Generalstabschef bezeichnet wird.